# Obligate parasiet
Een obligate parasiet is een parasiet die de levenscyclus niet kan voltooien zonder een geschikte gastheer. Obligate parasieten hebben een hele reeks strategieën voor het gebruiken van hun gastheer. Zo is de teek een ectoparasiet, terwijl een lintworm een extracellulaire endoparasiet is en malaria als intracellulaire endoparasiet in de cel voorkomt. Ook komt het voor dat een andere soort de zorg voor het nageslacht op zich neemt, zoals bij de koekoek en de koekoekshommels.
Veel plantenziekten worden veroorzaakt door obligaat parasitaire organismen.
Ook een virus heeft voor de voortplanting de hulp nodig van een gastheer. Een virus koppelt zich aan een cel en injecteert daarin het eigen erfelijk materiaal of versmelt met de cel. Dit laatste noemt men endocytose.
Bij rizomanie zijn twee gastheren betrokken, de plasmodiophoromyceet Polymyxa betae en de suikerbiet.
Zowel de gastheer als de parasiet verhogen het nucleïnezuurgehalte in geïnfecteerde planten.